# Arenaria longipedunculata
Arenaria longipedunculata är en nejlikväxtart som beskrevs av Hulten. Arenaria longipedunculata ingår i släktet narvar, och familjen nejlikväxter. Inga underarter finns listade i Catalogue of Life.